# Diocesi di Brandeburgo

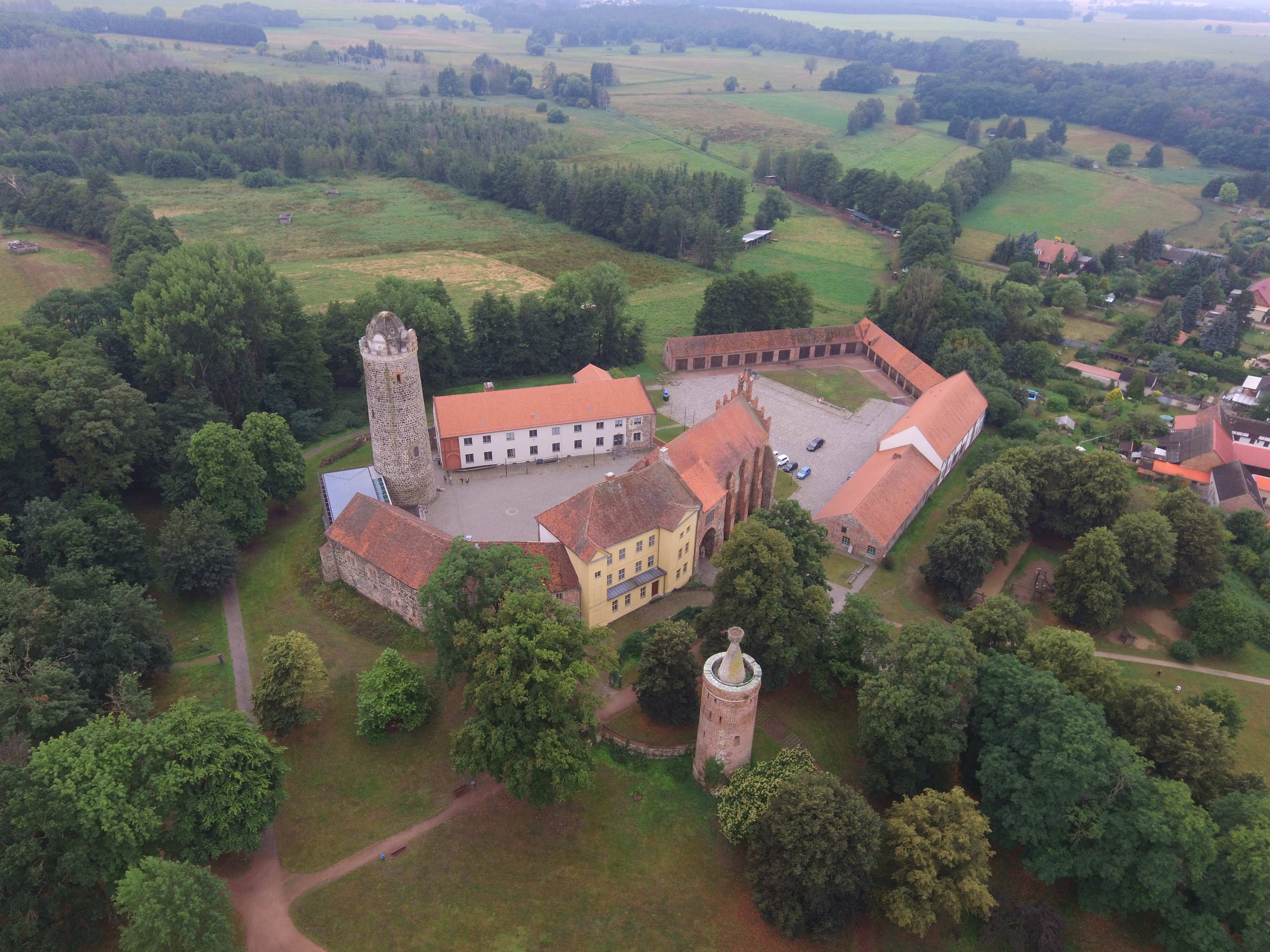
Vista aerea del castello di Ziesar, residenza dei principi-vescovi di Brandeburgo.

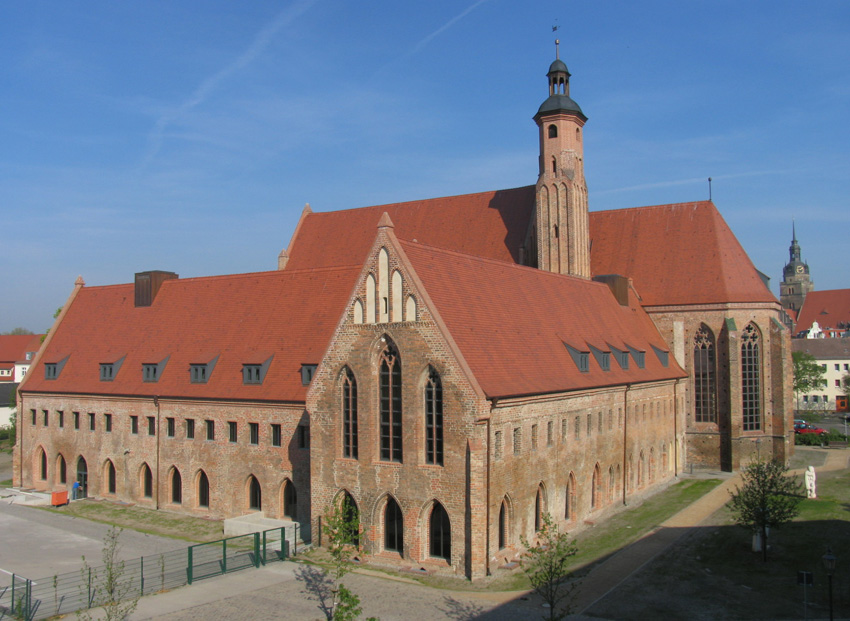
L'ex monastero domenicano di San Paolo a Brandeburgo sulla Havel (Kloster Sankt Pauli), fondato nel 1286.

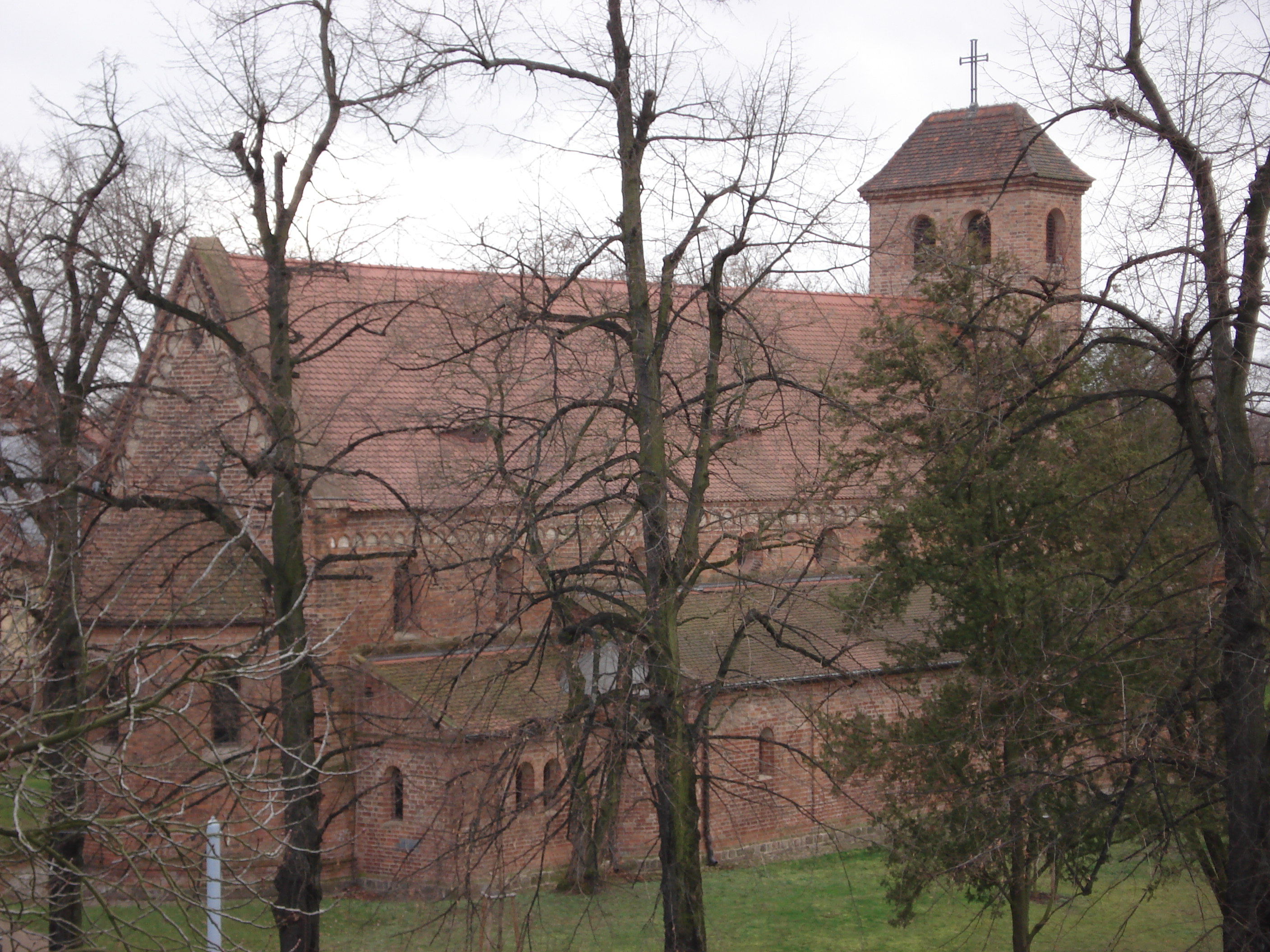
La chiesa San Nicola di Brandeburgo (Nikolaikirche), costruita a partire dal 1170.

Mappa del principato vescovile di Brandeburgo nel 1535.

La diocesi di Brandeburgo (in latino Dioecesis Brandeburgensis) è una sede soppressa della Chiesa cattolica in Germania ed un antico principato ecclesiastico del Sacro Romano Impero Germanico.

## Territorio
La diocesi comprendeva parte dell'odierno land tedesco del Brandeburgo e si estendeva tra i fiumi Elba a ovest, Oder a est, Elster Nero a sud e la regione di Uckermark a nord.
Confinava a nord con la diocesi di Havelberg, a nord-est con la diocesi di Cammin, ad est con la diocesi di Lebus, a sud con la diocesi di Meißen e ad ovest con l'arcidiocesi di Magdeburgo e la diocesi di Halberstadt.
Sede vescovile era la città di Brandeburgo sulla Havel, dove, nel quartiere di Dominsel, si trovavano la cattedrale dei Santi Pietro e Paolo, il capitolo dei canonici ed altre istituzioni ecclesiastiche. Il Dominsel godette per molti secoli del privilegio dell'immunità e solo nel 1929 fu incorporato a pieno titolo nel territorio comunale.
Tra il 1527 e il 1529 la diocesi contava 18 arcidiaconati con oltre 285 parrocchie.

## Storia
La diocesi fu eretta da Ottone il Grande il 1º ottobre 948 dopo che l'imperatore si era assicurato il controllo della regione. Originariamente suffraganea dell'arcidiocesi di Magonza, nel 968 entrò a far parte della provincia ecclesiastica di Magdeburgo.
La rivolta della tribù pagana slava dei Venedi o Vendi nella seconda metà del X secolo fece ricadere la regione nel paganesimo. In questo periodo continuarono ad essere nominati dei vescovi, i quali per lo più operavano nella diocesi vicine come ausiliari locali. Solo nel XII secolo i vescovi poterono riprendere possesso della loro sede, dopo la definitiva sconfitta dei Venedi e la germanizzazione del territorio. Con Wigger (1138) iniziò una serie di vescovi premostratensi, che occuparono la sede di Brandeburgo fino al XV secolo.
A partire dal 1161/1165 venne istituito il principato ecclesiastico, che tuttavia non riuscì mai a ottenere il controllo su un territorio significativo, essendo messo in ombra dalla marca del Brandeburgo. Esso comprendeva quattro baliaggi: Brandeburgo sulla Havel, Ketzin, Teltow e Ziesar, dove si trovava la residenza più importante dei principi-vescovi. Oltre a questi, c'erano altri territori su cui i vescovi di Brandeburgo esercitavano l'amministrazione civile, ma che appartenevano ecclesiasticamente a diocesi vicine.
Il vescovo Wilmar consacrò la cattedrale nell'agosto del 1170.
Nel XII secolo la diocesi era costituita da due arcidiaconati, Brandeburgo e Leitzkau, cui si aggiunsero nel secolo successivo Berlino, Liebenwalde, Stolpe e Bernau. Sono noti anche diverse arcipreture e prevostati. Al momento della soppressione la diocesi comprendeva 18 arcidiaconati.
Una bolla di papa Niccolò V del 1447 concesse al principe elettore del Brandeburgo il diritto di nomina dei vescovi.
La diocesi fu soppressa di fatto con l'avvento del luteranesimo. Fu durante l'episcopato di Hieronymus Schulz (1507-1521), che si manifestò la ribellione a Wittenberg, città che apparteneva alla diocesi, nel 1512; il clero si rivoltò contro il vescovo, rifiutandosi di recarsi al sinodo diocesano e di pagare le tasse dovute al vescovo. Poco dopo Martin Lutero pubblicò a Wittenberg le sue tesi, inizio della riforma protestante.
Dietrich von Hardenberg, vescovo dal 1521 al 1526, cercò invano di opporsi alla marea luterana che stava invadendo la diocesi, dove sempre più frequenti erano le distruzioni di chiese e gli incendi agli edifici religiosi. Fu anche l'ultimo prelato di Brandeburgo che cercò di opporsi al luteranesimo. Il suo successore, Matthias von Jagow (1532-1544), non ricevette mai gli ordini, né il sacerdozio né l'episcopato; nel 1539 abiurò la fede cattolica e si sposò. Konrad Eubel riporta nella sua Hierarchia catholica un ultimo vescovo di Brandeburgo, Joachim Herzog von Münsterberg, che si dimise nel 1560; anche questo vescovo probabilmente non ricevette mai gli ordini sacri.
Il principato vescovile venne secolarizzato e annesso all'elettorato di Brandeburgo nel 1571.

## Cronotassi dei vescovi
- Dietmar † (1º ottobre 948 - 6 agosto prima del 968 deceduto)
- Dodilo † (965/968 - 980 deceduto)
- Volkmar † (980 - circa 983 deceduto)
- Wigo (Guido) † (gennaio 992 consacrato - 14 gennaio circa 1019 deceduto)
  - Ezilo ? † (vescovo eletto)
- Luiso (Busko) † (22 ottobre prima del 1023 - circa 1030)
- Rudolf † (circa 1048 - ?)[1]
- Dankwart † (prima del 14 ottobre 1049 - circa 1063)
- Volkward † (circa 1063 - 1068 deceduto)
- Dietrich (Thiedo) † (circa 1068/1069 - dopo il 22 novembre 1080 deceduto)
- Volkmar † (circa 1085 - 19 dicembre 1100/1101 deceduto)
- Hartbert † (prima del 17 giugno 1102 - dopo il 1122)
- Ludolf † (circa 1125 - 1137 deceduto)
- Lambert von Ilsenburg † (1137 - 18 gennaio 1138 deceduto)
- Wigger, O.Praem. † (16 agosto 1138 consacrato - circa 1º gennaio 1160 deceduto)
- Wilmann (o Wilmar), O.Praem. † (circa 1161 - 1173 deceduto)
- Siegfried von Anhalt † (circa 25 dicembre 1173 - settembre 1179 nominato arcivescovo di Brema)
- Baldram, O.Praem. † (1180 - 1190 deceduto)
- Alexius † (1190 - 1191/1192 deceduto)
- Norbert, O.Praem. † (1192/1193 - 1205 deceduto)
- Baldwin † (5 ottobre 1207[2] - 31 maggio 1217 deceduto)
- Siegfried † (1217 - 1220 deceduto)
  - Ludolf von Schwanebeck, O.Praem. † (1220 - 1220) (vescovo eletto)[3]
  - Wichmann von Arnstein, O.P. † (1220 - ?) (vescovo eletto)[3]
- Gernot (Gernand) † (prima del 17 maggio 1222 - 14 dicembre 1241 deceduto)
- Ruotger von Kerkow † (19 dicembre 1241 - 1249/1251 deceduto)
- Otto von Mehringen † (1251/1252 - 1261 deceduto)
  - Albert von Arnstein † (1261 - 1263) (vescovo eletto)
- Heinrich von Osthenen † (1263 - dopo il 13 gennaio 1277 deceduto)
  - Albert † (1280 - 1282) (vescovo eletto)
- Gebhard † (1278/1279 - prima del 23 giugno 1287 deceduto)
- Heidenreich † (dopo il 23 giugno 1287 - prima del 23 gennaio 1292 deceduto)
  - Richard † (1293 - 1294) (vescovo eletto)
  - Dietrich † (1294 - 1294) (vescovo eletto)
- Vollrad von Krempa † (9 agosto 1296 - dopo l'8 febbraio 1302 deceduto)
- Friedrich von Plötzke † (20 marzo 1303 - 13 giugno 1316 deceduto)
- Johann von Tuchen † (prima del 4 ottobre 1316 - 25 novembre 1324 deceduto)
  - Heinrich von Barby † (25 luglio 1325 - 1327) (vescovo eletto)[3]
- Ludwig Schenk von Reindorf † (4 maggio 1327 - 29 luglio 1347 deceduto)
- Dietrich Kothe † (1347/1349 - 28 maggio 1365 deceduto)
- Dietrich von der Schulenburg † (20 agosto 1365 - 26 aprile 1393 deceduto)
- Heinrich von Bodendiek † (9 luglio 1393 - dopo il 6 giugno 1406 deceduto)
- Henning von Bredow † (14 gennaio 1407 - dopo il 30 aprile 1414 deceduto)
  - Friedrich von Grafeneck † (24 settembre 1414 - 1415 dimesso) (vescovo eletto)
  - Nikolaus von Burgsdorf  † (1415 - 1415 dimesso) (vescovo eletto)
- Johann von Waldow † (13 maggio 1415 - 29 marzo 1420 nominato vescovo di Lebus)
  - Friedrich von Grafeneck † (29 marzo 1420 - 1420 dimesso) (vescovo eletto per la seconda volta)
- Stephan Bodecker † (1º settembre 1421 - 15 febbraio 1459 deceduto)
- Dietrich von Stechow † (27 aprile 1459 - dopo il 31 gennaio 1472 deceduto)
- Arnold von Burgsdorf † (5 ottobre 1472 - 17/21 giugno 1485 deceduto)
- Joachim von Bredow † (14 ottobre 1485 - 25 giugno 1507 deceduto)
- Hieronymus Schulz, O.Praem. † (6 ottobre 1507 - 12 aprile 1521 nominato vescovo di Havelberg)
- Dietrich von Hardenberg † (17 maggio 1521 - prima del 13 luglio 1526 deceduto)
- Matthias von Jagow † (4 novembre 1532 - ottobre 1544 deceduto)
- Joachim Herzog von Münsterberg † (18 marzo 1545 - giugno 1560 dimesso)